# Компонувальник
Компонувальник (також редактор зв'язків, лінкер — від англ. Link editor, linker) — програма, яка виконує компонування (англ. linking) — приймає на вхід один або кілька об'єктних модулів (та/або бібліотек) і збирає їх в один виконуваний модуль.
Для зв'язування модулів компонувальник використовує таблиці імен ідентифікаторів, створені компілятором в кожному з об'єктних модулів. Такі імена можуть бути двох типів:
- Певні або експортовані назви функцій та змінних, визначені в даному модулі й надані для використання іншим модулям
- Невизначені або імпортовані імена — функції та змінні, на які посилається модуль, але не визначає їх всередині себе

Робота компонувальника полягає в тому, щоб в кожному модулі конкретизувати посилання на невизначені імена. Для кожного імпортованого імені, визначення якого перебуває в інших модулях, згадування імені замінюється на його адресу.